# روابط استرالیا و ایران
روابط ایران و استرالیا از سال ۱۹۵۶ پایه‌ریزی شد و تا امروز ادامه یافته‌است. این روابط از آغاز بر محور روابط اقتصادی شکل گرفته‌است و اقتصاد، همواره مهم‌ترین رکن ادامه این رابطه بوده‌است. علی‌رغم اینکه دو کشور پس از انقلاب ۱۳۵۷ ایران اختلاف نظرهای اساسی در خصوص سیاست خارجی پیدا کرده‌اند، ولی دو طرف، به موجب منفعتی که از ادامه تجارت دوجانبه بدست می‌آورند همواره تلاش کردند مرزهایی بین روابط سیاسی و اقتصادی شکل دهند. استرالیا به ایران به چشم یک بازار فروش بزرگ گندم، فراورده‌های لبنی و تولیدات خود می‌نگریسته و ایران نیز همواره از کیفیت کالاهای وارداتی استرالیا رضایتمند بوده‌است. این روابط با توجه به ماهیت آنرا می‌توان به چند دوره زمانی مختلف تقسیم‌بندی کرد که عمده‌ترین آنها روابط در زمان دودمان پهلوی و حکومت جمهوری اسلامی ایران هستند. پس از پیروزی انقلاب ایران و ایجاد محدودیت‌هایی برای پیروان برخی مذاهب و تفکرات سیاسی و همچنین شرایط مناسب تحصیل و کار در استرالیا که از مهاجرپذیرترین کشورهای جهان به‌شمار می‌رود مهاجرت ایرانیان به این کشور به شدت افزایش یافت.
امروزه بر اساس آمارهای غیررسمی نزدیک به ۷۰ هزار استرالیایی ایرانی‌تبار در آن کشور زندگی می‌کنند.

## پیش از انقلاب
تا سال ۱۹۵۶ تلاش چندانی برای برقراری روابط دوجانبه بین دو کشور انجام نشده بود. در این سال دو کشور توافقاتی برای تبادل دیپلمات به عمل آوردند. این آغاز، مقدمه‌ای شد برای تأسیس سفارت استرالیا در تهران در سال ۱۹۵۹ و ۲ سال بعد نیز سفیر ایران در اندونزی به عنوان سفیر آکرودیته در استرالیا منصوب شد. سفارت ایران در استرالیا در کانبرا نیز در سال ۱۹۷۲ گشایش یافت و از این تاریخ به بعد روابط دو کشور با چند عامل از جمله:۱-بالارفتن بهای نفت خام و کسب سرمایه هنگفت توسط ایران و تمایل استرالیا برای سرمایه‌گذاری در ایران ۲-پیوستن بریتانیا به اتحادیه اروپا و سخت شدن صادرات استرالیا به آن کشور و جستجو برای بازارهای صادراتی تازه ۳-دیدگاه‌های سیاسی نزدیک و وابسته به سیاست خارجی ایالات متحده آمریکا و نقش مشابهی که آمریکا برای هر دو این کشورها به عنوان ژاندارم منطقه‌ای تعریف کرده بود ۴-موقعیت جغرافیای دو کشور در دو سوی اقیانوس هند که موجب می‌شد امنیت این منطقه توسط این دو کشور تأمین شود؛ گسترش یافت.
در این دوره فرماندار کل استرالیا ۲ بار به ایران سفر کرد و محمدرضا پهلوی نیز در سال ۱۹۷۴ سفری به این کشور انجام داد. در سال ۱۹۷۵ مقامات استرالیا در هنگام سفری که به ایران داشتند موافقت اصولی خود را با فروش اورانیوم به ایران ابراز داشتند. در سال ۱۹۷۶ کمیسیون مشترک وزیران دو کشور تأسیس و در همین سال نخستین نشست خود را در تهران به انجام رساند. دومین نشست در سال ۱۹۷۸ در کانبرا انجام شد.

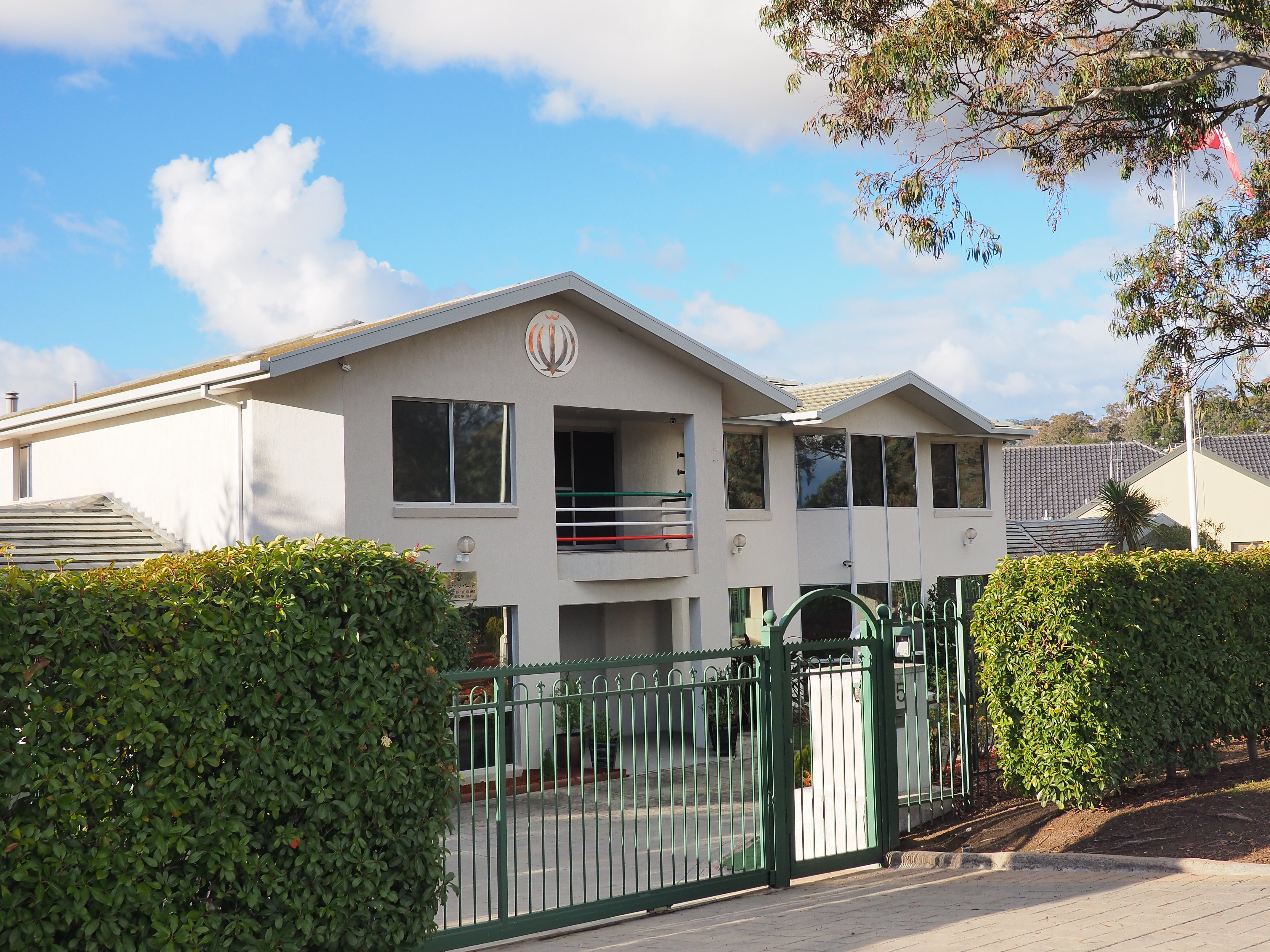
سفارت ایران در استرالیا در شهر کانبرا

## آغاز انقلاب تا پایان جنگ
دولت استرالیا چند روز پس از پیروزی انقلاب ایران، با انتشار بیانیه رسمی، دولت موقت مهدی بازرگان را به رسمیت شناخت. در این بیانیه، انقلاب ایران، تنها یک خروش ناشی از عقاید مذهبی دانسته نشده بلکه نشانه‌هایی مبنی بر وجود خواسته‌های اقتصادی و سیاسی نیز در آن وجود دارد که از سوی بخش بزرگی از مردم ایران مطرح شده‌است. در پایان این بیانیه، از سخنان سید روح‌الله خمینی مبنی بر دوستی با سایر ملتها استقبال شده‌است و ابراز امیدواری شده‌است که استرالیا و سایر کشورهای غربی در این دسته قرار داشته باشند. دولت استرالیا در ۲۸ مارس ۱۹۸۰ با انتشار بیانیه دیگری، دوباره از گسترش و پیشرفت انقلاب ایران پشتیبانی کرد و مشکلات سیاسی، مذهبی و اقتصادی که حکومت تازه با آن‌ها مواجه است را متذکر شد. پس از انقلاب، نخستین سفیر ایران در استرالیا در سال ۱۹۸۵ انتخاب و به کانبرا اعزام شد.
پس از حمله عراق بعثی به ایران، استرالیا ضمن امیدواری بر پایان جنگ، از طرح پیشنهادی آمریکا برای فرستادن نیروی نظامی برای باز نگه‌داشتن تنگه هرمز دفاع کرد. دولت استرالیا استفاده عراق از سلاح‌های شیمیایی و گسترش جنگ به خلیج فارس (جنگ نفت‌کش‌ها) را که مرگ یک استرالیایی را در پی داشت محکوم کرد. در سال ۱۹۸۴ نیز که هیئت ناظران سازمان ملل متحد برای بررسی استفاده عراق بعثی از جنگ‌افزارهای شیمیایی در جبهه‌های جنگ به ایران آمد دکتر پیتر دان (به انگلیسی: Peter Dunn) استرالیایی عضوی از این گروه بود که در پایان بررسی‌ها استفاده عراق بعثی از این جنگ‌افزار را تأیید کرد. گرچه سرانجام در شورای امنیت سازمان ملل متحد، استفاده از جنگ‌افزارهای شیمیایی بدون نام بردن از عراق بعثی محکوم شد. در سال ۱۹۸۶ زمانی که برای دومین بار بازرسان سازمان ملل متحد به ایران آمدند، دوباره دکتر دان در این هیئت حضور داشت و با تأکید دوباره بر استفاده عراق بعثی از این جنگ‌افزارها و تلاش نماینده استرالیا که در آن زمان کشورش عضو غیر دائم در شورای امنیت به حساب می‌آمد عراق بعثی به عنوان بکارگیرنده این جنگ‌افزارها محکوم شد. پس از تصویب قطعنامه ۵۹۸ شورای امنیت، استرالیا تلاش زیادی برای پذیرفتن آن از سوی طرفین جنگ انجام داد که این اقدام به بهبود نسبی روابط با ایران انجامید.

## پس از جنگ تا انتخاب خاتمی
پس از پذیرش قطعنامه از سوی ایران، تلاش‌های دو طرف برای بهبود روابط سرعت گرفت. نیل بلوات (به انگلیسی: Neal Blewett)، وزیر تجارت خارجی استرالیا، به ایران سفری داشت و نخستین کمیسیون مشترک وزارتی دو کشور را پس از انقلاب ایران، که به بیان بهتر، سومین نشست از این دیدار است را با مقامات ایران برگزار نمود. در سال ۱۹۹۲ سفر علی‌اکبر ولایتی به استرالیا اهمیت زیادی داشت. او عالی‌رتبه‌ترین سیاستمدار ایرانی بود که از آغاز انقلاب، قدم به استرالیا می‌گذاشت. پس از آن، سفر وزرای کشاورزی، معادن و فلزات، مسکن و شهرسازی و تعاون ایران نیز انجام گرفت و چهارمین، پنجمین و ششمین نشست‌های کمیسیون مشترک تجاری نیز در پایتخت‌های دو کشور انجام گرفت. عالی‌رتبه‌ترین مقام استرالیایی نیز که در این دوره به ایران سفر داشت، مایکل بیهان (به انگلیسی: Michael Beahan)، رئیس مجلس سنای استرالیا بود. در این دوره، اعزام دانشجویان بورسیه ایرانی به استرالیا افزایش یافت و در اوج خود به ۹۰۰ نفر رسیدند.
گفته شود که این روابط در زمینه سیاسی قابل مقایسه نبود و دو کشور از روابط سیاسی نامناسبی برخوردار بودند. فشار آمریکا به استرالیا برای کاهش تبادلات، تأکید استرالیا بر مسئله حقوق بشر در ایران، جنگ‌افزارهای کشتار جمعی و روند صلح در خاور میانه و وضعیت برخورد حکومت ایران با بهائیان در ایران از جمله موارد مورد اختلاف بود که موجب عدم برقراری روابط دیپلماتیک دوجانبه بود. همچنین حضور هزاران ایرانی مخالف حکومت جمهوری اسلامی و هزاران بهائی ساکن استرالیا که در بین سیاستمداران استرالیایی نفوذ داشتند نیز مانع دیگری نزدیکی دو دولت در بعد سیاسی بود؛ بنابراین استرالیا بارها به قطعنامه‌هایی که موضوع آن نقض حقوق بشر در ایران بود رای مثبت داد و از این نظر که این کشور، خود از تدوین‌کنندگان و امضاکنندگان نخست بیانیه جهانی حقوق بشر بوده، این موضع‌گیری‌ها را همواره وظیفه و مسئولیت خود می‌دانسته‌است.
بااینحال، روابط اقتصادی گرم دو کشور مانع از تأثیر این دیدگاه‌های متعارض بر روابط اقتصادی می‌شد تا جاییکه استرالیا با طرح داماتو که در ۶ اوت ۱۹۹۶ توسط بیل کلینتون تصویب شده بود و به موجب آن ایران از سوی سایر کشورها تحریم می‌شد، مخالفت ورزید.

## انتخاب خاتمی تا جنگ عراق
استرالیا از نتیجه انتخابات ریاست‌جمهوری ایران (۱۳۷۶) به گرمی استقبال کرد و تلاش کرد در این دوره روابط را بیش از پیش گسترش دهد. تیم فیشر (به انگلیسی: Tim Fischer)، معاون نخست‌وزیر استرالیا و رهبر حزب ملی که دولتی ائتلافی را با حزب لیبرال استرالیا تشکیل داده بودند، در سال ۱۳۷۷ به تهران سفر کرد. او عالی‌رتبه‌ترین مقام استرالیایی بود که پس از انقلاب به ایران سفر کرد. همچنین وزرای دیگری نیز از دولت استرالیا به ایران آمدند که در مجموع ۸ سفر را شامل شد. از جمله وزیر مهاجرت استرالیا، فیلیپ رادوک (به انگلیسی: Philip Ruddock) بود که با انجام ۴ سفر به ایران، اقدام به تدوین طرحی برای ساماندهی مهاجرت‌های غیرقانونی ایرانیان به استرالیا و طراحی روادید کار و تعطیلات برای ایرانیان متقاضی بود. همچنین ۸ سفر نیز از سوی دبیر شورای امنیت ملی و وزاری ایران و به استرالیا انجام شد که از دستاوردهای این سفرهای متقابل، برگزاری هفتمین، هشتمین و نهمین اجلاس کمیسیون مشترک اقتصادی دو کشور بود.
از دیگر دستاوردهای مهم این دوره از روابط می‌توان به احیاء گروه دوستی پارلمانی، تروریست شناخته‌شدن سازمان مجاهدین خلق ایران توسط استرالیا، تشکیل کمیته‌های حقوق بشر و خلع جنگ‌افزار، اعلام پشتیبانی استرالیا از عضویت ایران در سازمان تجارت جهانی، موافقت‌نامه‌های اعزام نیروی کار به استرالیا، تأسیس کرسی زبان فارسی و مطالعات ایران در دانشگاه ملی استرالیا (ANU) و اجرای ده‌ها طرح عمرانی و سرمایه‌گذاری از سوی استرالیا در ایران را نام برد.

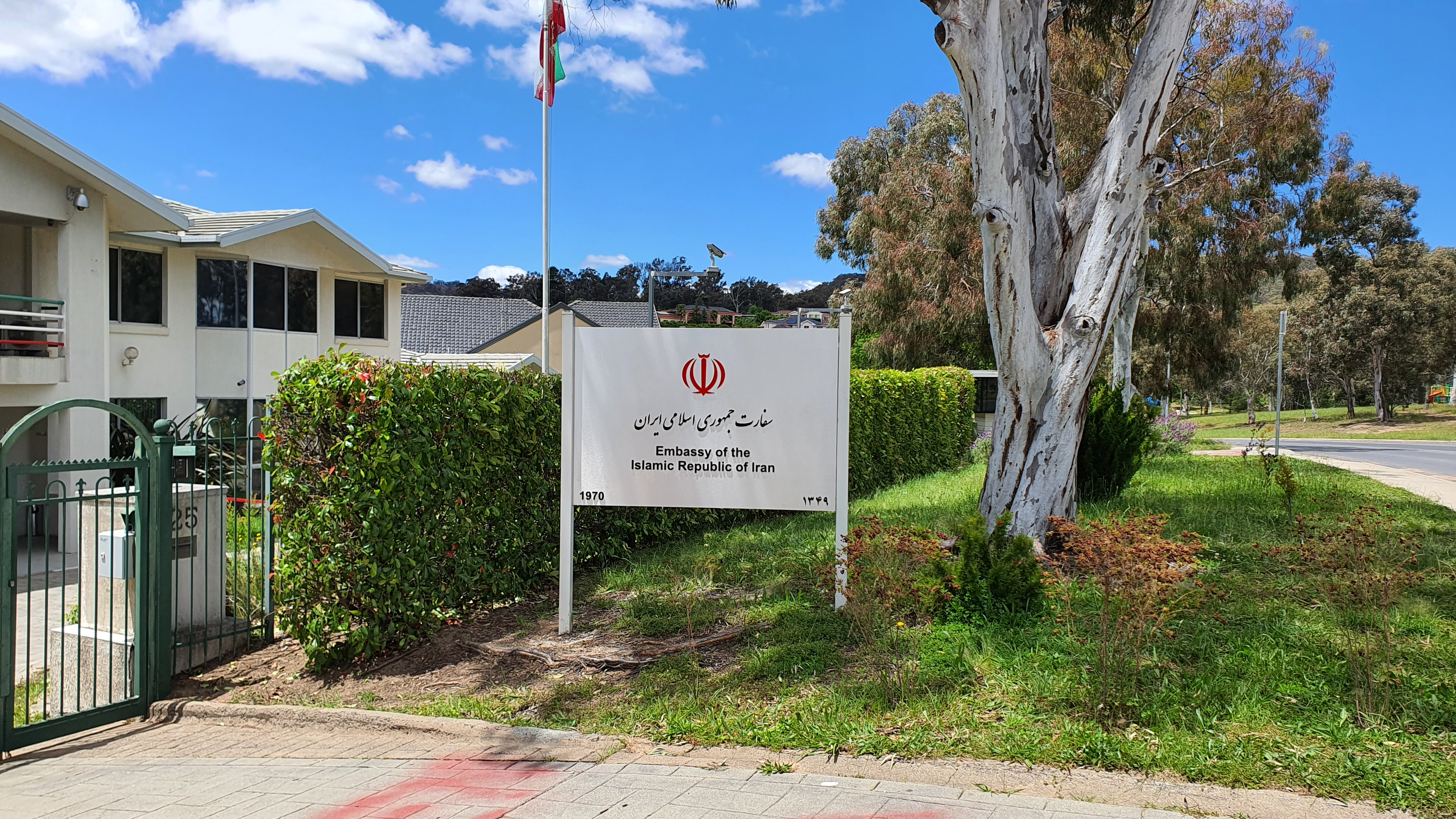
تابلوی سفارت ایران در کانبرا

## جنگ عراق تا تفاهم لوزان
این دوره را می‌توان دوره افول روابط دو کشور و تخریب دستاوردهای ارزشمند گذشته نامید. از زمان روی کارآمدن دولت محافظه‌کار جان هوارد و پیروی محض دولت وی از سیاست‌های جنگ‌طلبانه آمریکا در لشکرکشی به افغانستان و عراق بعثی و برخورد مغرضانه و سختگیرانه با برنامه هسته‌ای ایران و صدور قطعنامه‌های بسیار در محکوم کردن آن، افول روابط در ابعاد سیاسی و فرهنگی و با درجه خفیف‌تر در بعد اقتصادی آغاز شد. انتخاب محمود احمدی‌نژاد به عنوان ششمین رئیس‌جمهور ایران و رئیس نهمین دولت ایران پس از انقلاب و اظهارات شدیداللحن وی در انتقاد از اسرائیل و انکار هولوکاست، این روابط کمرنگ‌تر شد. موضوعات دیگری همچون حقوق بشر در ایران و مسئله فلسطین مزید بر علت شد و تقریباً کلیه رفت و آمدهای دیپلماتیک دو کشور متوقف شد. این وضعیت تا امروز ادامه یافته‌است.

## تفاهم هسته‌ای لوزان تا امروز
پس از نهایی شدن توافق هسته‌ای برنامه جامع اقدام مشترک (برجام) در لوزان سوئیس، جولی بیشاپ وزیر امور خارجه وقت استرالیا در ۲۹ فروردین ۱۳۹۴ سفری به تهران داشت. در سفر وزیر امورخارجه استرالیا به تهران وی با همتای خود محمد جواد ظریف و نیز رئیس‌جمهور ایران حسن روحانی دیدار کرد که پس از ۱۲ سال، بالاترین سطح دیدارهای مقامات دو کشور به‌شمار می‌رود.
پس از روی کار آمدن دونالد ترامپ به عنوان رئیس‌جمهور ایالات متحده آمریکا روابط ایران و استرالیا به سردی گرائید. دلایلی چون خروج آمریکا از برجام و سرنگونی پهپاد آمریکایی توسط ایران (۱۳۹۸)، حادثه ژوئن ۲۰۱۹ دریای عمان، توقیف کشتی نفت‌کش گریس ۱ در جبل‌الطارق و کشتی استنا ایمپرو در خلیج فارس، تهدید آمریکا به جنگ علیه ایران، و تهدید ایران به بستن تنگه هرمز، آمریکا خواستار پیدایش ائتلاف نظامی در خلیج فارس شد. پس از اعلام بریتانیا به پیوستن به این ائتلاف، استرالیا نیز در ۲۰ مرداد ۱۳۹۸ (۲۱ اوت ۲۰۱۹) اعلام کرد به آن می‌پیوندد. اسکات موریسون، نخست‌وزیر استرالیا گفت که این کشور یک فروند هواپیمای تجسسی از نوع پوزپیدون تا پیش از پایان سال ۲۰۱۹ برای یک ماه به خاورمیانه می‌فرستد. از آغاز سال ۲۰۲۰ هم یک ناوشکن برای یک مأموریت شش‌ماهه به خلیج فارس فرستاده خواهد شد.
در ۱۹ شهریور ۱۳۹۸ هرانا اعلام کرد که سپاه پاسداران از ده هفته پیش از اعلام این خبر یک زن و مرد استرالیایی را به نام‌های «مارک فیرکین» و «جولی کینگ» در نزدیکی جاجرود تهران دستگیر کرده‌است. روزنامه گاردین نیز خبر داد که یک زن بریتانیایی که در استرالیا به عنوان استاد دانشگاه کار می‌کند از یک سال پیش بازداشت و به ده سال زندان محکوم شده‌است.
روز دوشنبه ۳۰ دی ۱۳۹۸ کایلی مور گیلبرت، استاد دانشگاه استرالیایی که در ایران زندانی است، طی نامه‌هایی فاش کرد که سپاه پاسداران در ازای کاهش حکم زندان، به وی پیشنهاد «جاسوسی» داده بود.